# Douglas Bader
Douglas Bader (21 februari 1910 - 5 september 1982) was een Brits gevechtspiloot uit de Tweede Wereldoorlog. Bader schoot 23 Duitse vliegtuigen neer.

## Baders jeugd
Douglas Bader werd geboren op 21 februari 1910 in Londen. Niet lang na zijn geboorte werd hij naar familie op het eiland Man gebracht en gingen zijn ouders weer naar India. Na ongeveer twee jaar werd hij naar zijn ouders in India gebracht. Al na ongeveer een jaar keerde de hele familie weer terug naar Engeland. Toen hij zes jaar was, werd hij naar een kostschool gestuurd. Zijn vader vocht inmiddels in Frankrijk, waar hij in 1917 gewond raakte door granaatscherven. Na het einde van de Eerste Wereldoorlog bleef zijn vader in Frankrijk, waar hij in 1922 overleed. Bader heeft zijn vader dus nauwelijks gekend.
Toen Bader 13 jaar oud was, stuurde zijn moeder hem voor een korte vakantie naar zijn tante Hazel die getrouwd was met Cyril Burge. Deze werkte bij RAF te Cranwell. Daar zat Bader voor het eerst in de cockpit van een vliegtuig, een Avro 504.
In september 1928 ging Bader naar RAF Cranwell voor zijn opleiding.

## Vliegongeval
Bader was een uitstekend vlieger maar werd ook vaak betrapt op te laag vliegen. Op 14 december 1931 ging het dan ook fout. Op Woodley Aerodrome, Reading, liet hij zich overhalen wat "aerobatics" te doen. Bij een rol op geringe hoogte raakte een vleugeltip de grond. Hierbij verloor hij zijn beide benen, een onder de knie, een boven de knie.

## De revalidatie
Na het ongeluk was iedereen ervan overtuigd dat Bader nooit meer zou vliegen of sporten. Bader zelf dacht hier heel anders over. Hij was ervan overtuigd dat hij weer eens zou vliegen en begon aan een lange en moeizame revalidatie.
Bader kreeg twee kunstbenen (in de jaren 30 iets ongewoons) en leerde weer lopen. Hij oefende dag en nacht en volgde constant fysiotherapie. Al snel kon Bader alles weer.
Bader ging ook op hoog niveau sporten: rugby kon niet meer, maar in plaats daarvan werd hij een professionele golfer. Ook was hij wedstrijdzwemmer: hij zwom met alleen zijn armen.

## Oorlogsperiode

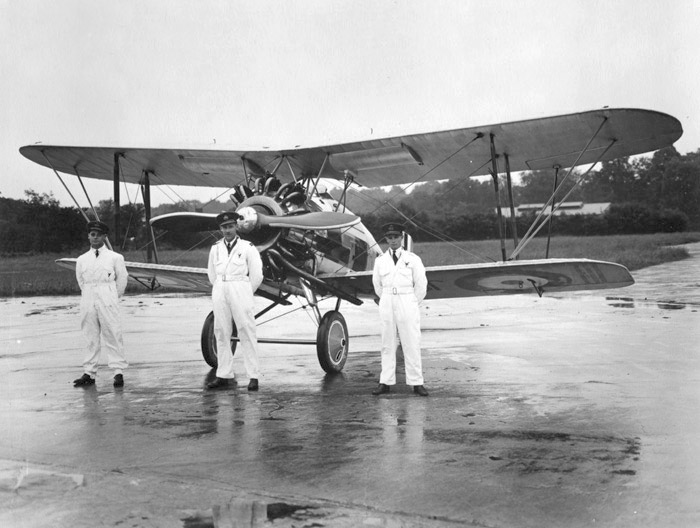
Bader staat links

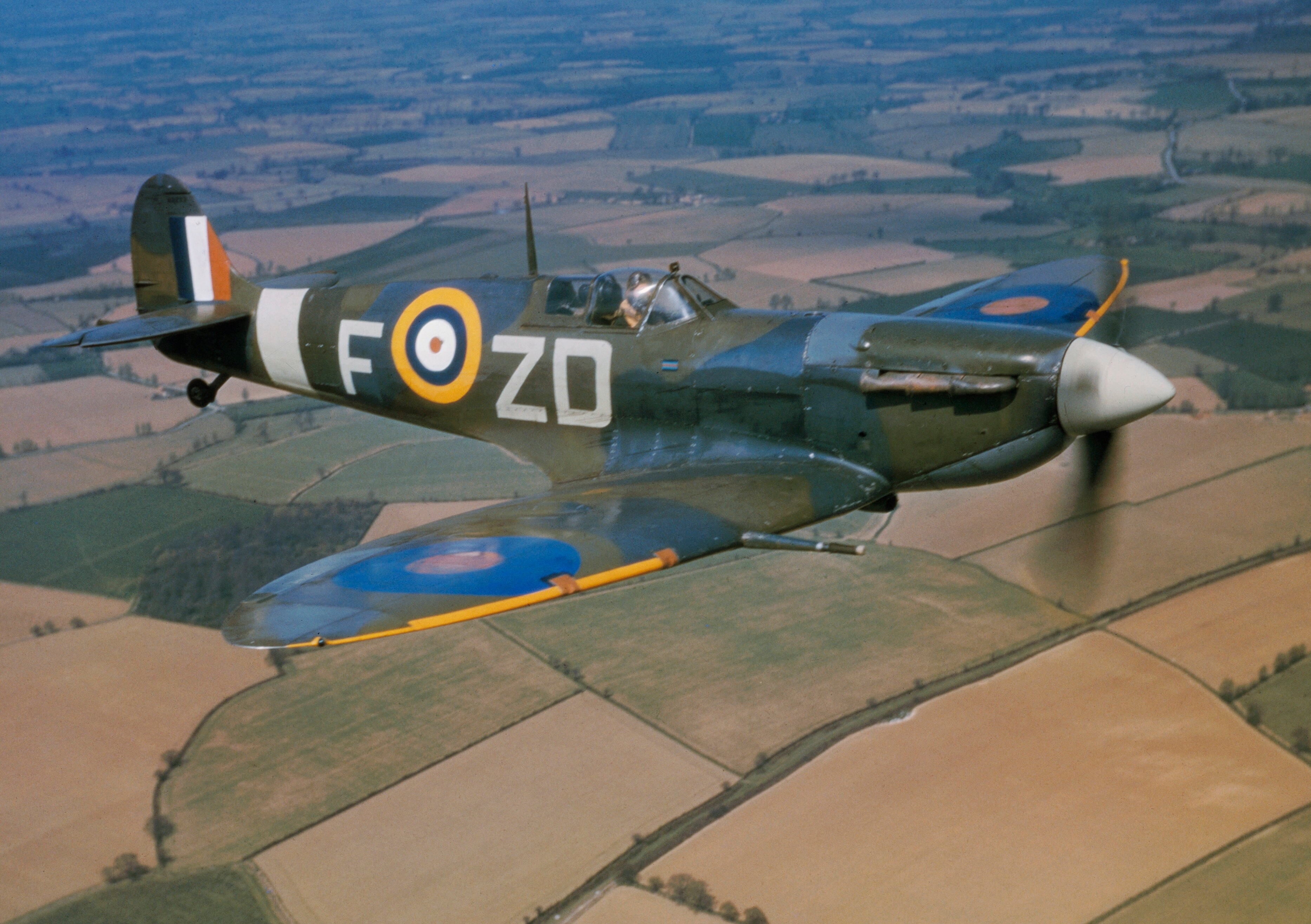
Een Spitfire van eskader 222

Bader wilde dolgraag weer vliegen, maar kwam eerst niet door de keuring. Pas toen de oorlogsdreiging steeds erger werd en er een tekort aan piloten ontstond, werd hij toch aangenomen.
Bader ging in een Hawker Hurricane vliegen en werd in maart 1940 weer officieel piloot bij de RAF. Hij kwam bij het 242 Squadron (12th group), eerst in RAF Coltishall, daarna in Duxford.
In juni 1940 brak de Slag om Engeland uit, het grote offensief van Duitsland om Engeland te veroveren. Tijdens deze oorlog, die vrijwel geheel in de lucht werd uitgevochten, werd Bader zeer bekend en geprezen bij de RAF. Hij schoot in slechts vier maanden ruim 20 vijandige toestellen neer en was daarmee toen de succesvolste gevechtspiloot van Engeland.
Bader werd de rivaal van Adolf Galland, een succesvolle gevechtspiloot van de Luftwaffe en later de verantwoordelijke voor de jachtvliegers. Galland was onder de indruk van Baders gevechtstechnieken en zag hem als een uitdagende vijand.
In daaropvolgende maanden zou Bader Britse bommenwerpers op hun vluchten naar Frankrijk escorteren. Tijdens deze vluchten zou Bader nog drie Duitse vliegtuigen neerschieten. Op 9 augustus 1941 kwam, waarschijnlijk, zijn Spitfire boven Frankrijk in botsing met een Messerschmitt Bf 109. De vleugel van Baders toestel brak af en hij stortte neer. Bader probeerde met de parachute uit het kapotte toestel te springen, maar zijn linker kunstbeen zat vast achter de stuurknuppel. Baders toestel was al vlak boven de grond toen Bader het kunstbeen los wist te rukken en uit het toestel wist te springen. Bader werd gevangengenomen.
Toen Galland het hoorde kwam hij Bader opzoeken in de gevangenis. Bader en Galland raakten bevriend en Galland stuurde een brief naar de RAF. Daarin vroeg hij om een nieuw kunstbeen voor Bader. De RAF gooide een paar dagen later een pakketje uit een vliegtuig met daarin een nieuw aluminium kunstbeen.
Meteen toen Bader zijn tweede kunstbeen kreeg ondernam hij pogingen om te ontsnappen. Bader zou tijdens de oorlog niet minder dan negentien ontsnappingspogingen ondernemen. Iedere keer mislukte het weer, vaak doordat hij niet kon rennen met zijn kunstbenen. In maart 1944 werd hij overgeplaatst naar het Slot Colditz, toen een in Duitsland zwaar bewaakte en ook luxe krijgsgevangenis voor hogere officieren uit geallieerde onderdelen. Alleen krijgsgevangen die heel vluchtgevaarlijk waren werden hier geplaatst. Tot aan het einde van de oorlog bleef Bader daar opgesloten.

## Na de oorlog

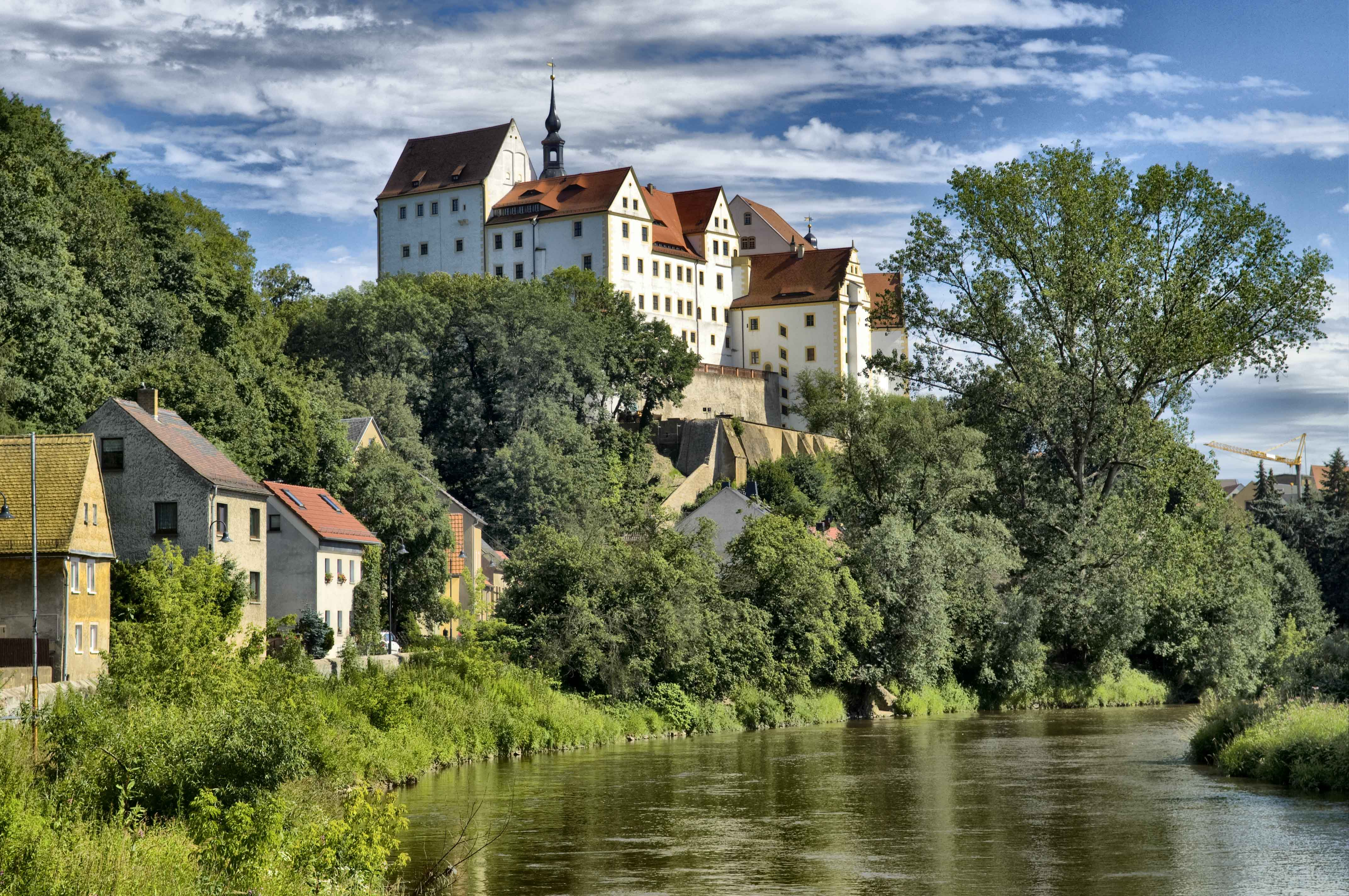
Kasteel Colditz

Na de oorlog keerde Bader terug naar de RAF, in september 1945 vloog hij met een eskader van driehonderd Spitfires boven Londen. Met deze gigantische luchtvaartbijeenkomst werd het einde van de oorlog definitief gevierd. Hij heeft ook in Amerika veel gedaan voor gewonde vliegeniers, die een of meerdere ledematen tijdens de oorlog waren kwijtgeraakt.
Bader bleef tot 1950 bij de RAF, daarna ging hij bij oliemaatschappij Shell werken. Hij stierf in 1982 een natuurlijke dood.

## Militaire loopbaan
- Flight Cadet:[3]
- Pilot Officer: 26 augustus 1930 (anciënniteit 26 juli 1930)[3][4]
- Flying Officer: 6 juni 1932[3]
- Waarnemend Flight Lieutenant: april 1940[3]
- Waarnemend Squadron Leader: 28 juni 1940[3]
- Flight Lieutenant: 24 september 1940 (war substantive)[3][5]
- Waarnemend Wing Commander: 18 maart 1941[3]
- Squadron Leader:[3]
- Waarnemend Group Captain: juni 1945[3]
- Tijdelijk Wing Commander: 1 juli 1945[3][6]
- Wing Commander: 1 december 1945 (war substantive)[3][7]
- Temporary Group Captain:[3]
- Group Captain: 21 juli 1946[3][8]

## Decoraties
- Knight Bachelor op 12 juni 1976[9]
- Commandeur in de Orde van het Britse Rijk op 2 januari 1956[10]
- Companion in de Orde van Voorname Dienst op 1 oktober 1940[3][11]
  - Gesp op 15 juli 1941[3][12]
- Distinguished Flying Cross op 7 januari 1941[3][13]
  - Gesp op 9 september 1941[3][14]
- 1939-1945 Star met gesp "BATTLE OF BRITAIN"[3]
- Air Crew Europe Star met gesp "ATLANTIC"[3]
- Defensiemedaille[3]
- War Medal 1939-1945[3]
- Croix de guerre 1939-1945[3]
- Ridder in het Legioen van Eer[3]
- Hij werd tweemaal genoemd in de Despatches. Dat gebeurde op:
- 17 maart 1941[15]
- 31 januari 1947[16]